# Bruno Engelmeier
Pour les articles homonymes, voir Engelmeier.
Bruno Engelmeier, né le 5 septembre 1927 à Vienne en Autriche et décédé le 2 juillet 1991, est un joueur de football international autrichien, qui évoluait au poste de gardien de but, avant de devenir ensuite entraîneur.

## Biographie

### Carrière de joueur

#### Carrière en club
Avec le club du First Vienna, il remporte un championnat d'Autriche.

#### Carrière en sélection
Avec l'équipe d'Autriche, il joue 11 matchs entre 1949 et 1958. 
Il joue son premier match en équipe nationale le 25 septembre contre la Tchécoslovaquie et son dernier le 19 novembre 1958 contre l'Allemagne de l'Est.
Il figure dans le groupe des sélectionnés lors de la Coupe du monde de 1958. Il ne joue aucun match lors de la phase finale du mondial en Suède, mais dispute toutefois un match face au Luxembourg comptant pour les tours préliminaires de cette compétition.

## Palmarès
First Vienna
- Championnat d'Autriche (1) :
  - Champion : 1954-55.